# Welgelegen (Paramaribo)
Welgelegen is een van de 12 stadsressorten van de Surinaamse hoofdstad Paramaribo. Welgelegen ligt ten westen van het centrum van de stad. In 2004 had Welgelegen volgens cijfers van het Centraal Bureau voor Burgerzaken (CBB) 23.709 inwoners.

## Geboren
- Romeo van Aerde (1967), voetballer

Beekhuizen · Blauwgrond · Centrum · Flora · Latour · Livorno · Munder · Pontbuiten · Rainville · Tammenga · Weg naar Zee · Welgelegen